# Pseudomantria flava
Pseudomantria flava är en fjärilsart som beskrevs av Bethune-Baker 1911. Pseudomantria flava ingår i släktet Pseudomantria och familjen snigelspinnare. Inga underarter finns listade i Catalogue of Life.